# Igrzyska Brytyjskiej Wspólnoty Narodów 1970
     państwa debiutujące
     państwa, które brały już udział w Igrzyskach

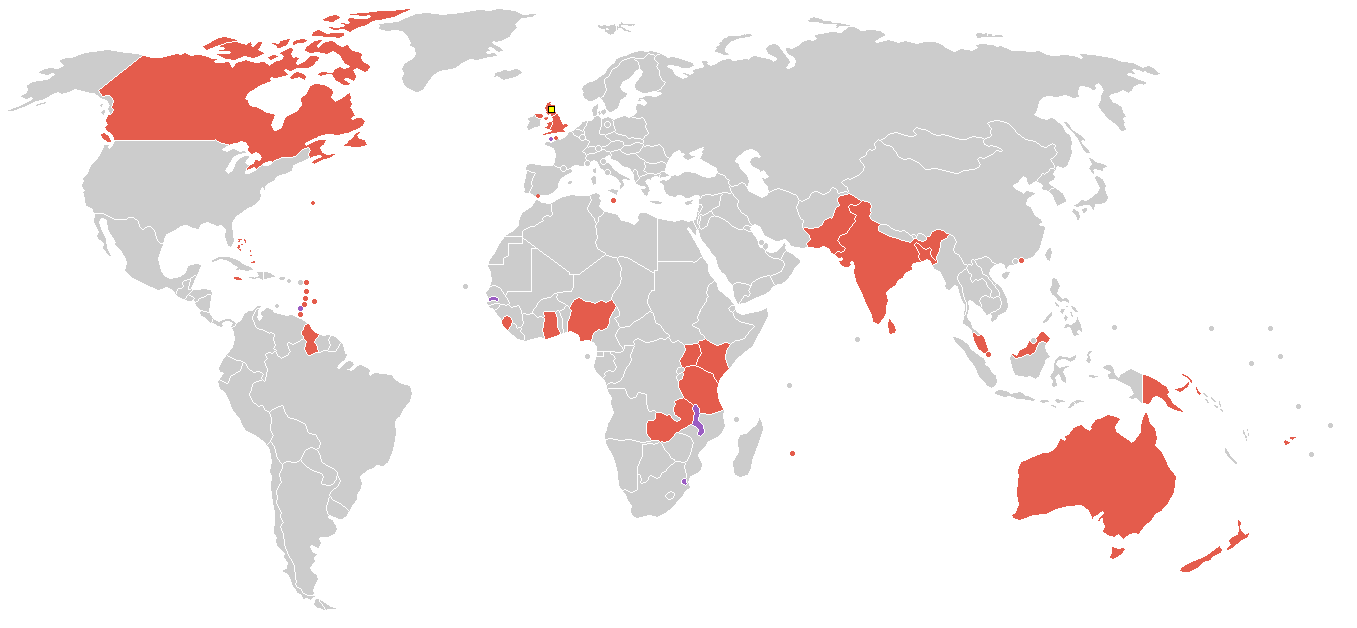
Państwa biorące udział w Igrzyskach Brytyjskiej Wspólnoty Narodów w 1970 roku:
państwa debiutujące
państwa, które brały już udział w Igrzyskach

Igrzyska Brytyjskiej Wspólnoty Narodów 1970 odbyły się w Edynburgu, stolicy Szkocji. Impreza po raz pierwszy odbyła się pod tą nazwą. IX Igrzyska trwały od 16 do 25 lipca 1970 roku. Pierwszy raz oficjalnego otwarcia dokonała królowa Elżbieta II. 
W Igrzyskach wystąpiło trzech braci Stewartów: Ian Stewart (złoty medal na 5000 m), Peter Stewart (4. miejsce na 5000 m) i Lachie Stewart (udział w biegu na 10000 m). Wszyscy trzej lekkoatleci reprezentowali Szkocję.
W Igrzyskach Wspólnoty Brytyjskiej wzięło udział 1 750 sportowców z 42 reprezentacji. Zadebiutowało sześć drużyn. Były to:
- Gambia
- Grenada
- Guernsey
- Malawi
- Suazi
- Zambia

Trzy reprezentacje zdobyły pierwsze w historii medale. Bokser Titus Simba zdobył pierwszy srebrny medal dla reprezentacji Tanzanii. George Manners zajął trzecie miejsce w konkurencji podnoszenia ciężarów, dzięki czemu zdobył pierwszy brązowy medal Igrzysk Wspólnoty Brytyjskiej dla Saint Vincent i Grenadynów. Tatu Chionga zdobył pierwszy w historii medal dla Malawi. 
Program Igrzysk w 1970 roku liczył 121 konkurencji dziesięciu dyscyplin sportowych. Te dyscypliny to: badminton, boks, kolarstwo, kręglarstwo, lekkoatletyka, nurkowanie, pływanie, podnoszenie ciężarów, strzelectwo, szermierka i zapasy.
W czasie IWB w Edynburgu padło kilkanaście rekordów tej imprezy, z czego pięć przetrwało do dziś. Australijczyk Noel Frederick Freeman pobił rekord IWB w chodzie na 20 mili angielskich. Mary Elizabeth Peters z Irlandii Północnej w pięcioboju lekkoatletycznym kobiet zdobyła najwięcej punktów w historii. Kolarz Bruce Biddle z Nowej Zelandii uzyskał najlepszy czas Igrzysk w jeździe na 102,3 mili. Poza tym padły dwa rekordy w podnoszeniu ciężarów. Obydwa pobili Australijczycy – Raymond Edward Rigby oraz George Vasiliades.
Klasyfikacja medalowa
| Miejsce | Kraj                      |    |    |    | Razem |
| 1.      | Australia                 | 36 | 24 | 22 | 82    |
| 2.      | Anglia                    | 27 | 25 | 32 | 84    |
| 3.      | Kanada                    | 18 | 24 | 24 | 66    |
| 4.      | Szkocja                   | 6  | 8  | 11 | 25    |
| 5.      | Kenia                     | 5  | 3  | 6  | 14    |
| 6.      | Indie                     | 5  | 3  | 4  | 12    |
| 7.      | Pakistan                  | 4  | 3  | 3  | 10    |
| 8.      | Jamajka                   | 4  | 2  | 1  | 7     |
| 9.      | Uganda                    | 3  | 3  | 1  | 7     |
| 10.     | Irlandia Północna         | 3  | 1  | 5  | 9     |
| 11.     | Nowa Zelandia             | 2  | 6  | 6  | 14    |
| 12.     | Walia                     | 2  | 6  | 4  | 12    |
| 13.     | Ghana                     | 2  | 3  | 2  | 7     |
| 14.     | Nigeria                   | 2  | 0  | 0  | 2     |
| 15.     | Malezja                   | 1  | 1  | 1  | 3     |
| 16.     | Hongkong                  | 1  | 0  | 0  | 1     |
| 17.     | Trynidad i Tobago         | 0  | 4  | 3  | 7     |
| 18.     | Zambia                    | 0  | 2  | 2  | 4     |
| 19.     | Singapur                  | 0  | 1  | 1  | 2     |
| 20.     | Fidżi                     | 0  | 0  | 1  | 1     |
| 20.     | Gujana                    | 0  | 0  | 1  | 1     |
| 20.     | Wyspa Man                 | 0  | 0  | 1  | 1     |
| 20.     | Malawi                    | 0  | 0  | 1  | 1     |
| 20.     | Gambia                    | 0  | 0  | 1  | 1     |
| 20.     | Saint Vincent i Grenadyny | 0  | 0  | 1  | 1     |

## Dyscypliny
- Boks  (szczegóły)
- Lekkoatletyka  (szczegóły)
- Zapasy  (szczegóły)